# 水印街
《水印街》（英文名：Trap Street），是由中国女导演文晏编剧和执导的处女作。影片在第70届威尼斯电影节角逐“未来之狮”（Lion of the Future）最佳處女作獎的唯一一部亚洲电影。

## 剧情
水印街讲述的是一段忧伤的爱情故事，一个年轻的数字地图制作师李秋明（吕聿来 Yulai Lu饰）在一次绘图任务中，李秋明发现了一条“鬼路”卫星可以探测到这条路，但是地图上却没有。他在这条路上他遇见了一个年轻的神秘女人，之后这个年轻女子成为他日夜思想的对象。之后突如其来的误会使他成为了一个失却了感情依托的人。

## 奖项
电影入围2013年威尼斯、多伦多、鹿特丹、温哥华、波士顿等多个国际电影节。